# Jimmy Brown
Jimmy Brown (1956 – 18 de agosto de 1992) fue un miembro militante de: Partido Republicano Socialista Irlandés (acrónimo en idioma inglés IRSP) el Ejército Irlandés de Liberación Nacional (íd. INLA) y la Organización por la Liberación del Pueblo Irlandés (íd. IPLO).
Brown dejó el IRSP a mediados de los 1980s para unirse al IPLO. Fue líder del Colectivo Socialista Republicano, que fue establecido como el ala política del IPLO. Fue baleado en su automóvil en la calle Clonard, Lower Falls, Belfast por la Brigada Belfast de la Organización Liberación de Pueblos de Irlanda (IPLOBB), una facción que se oponía a la dirección IPLO. Una pelea entre los dos grupos fue la causa de la muerte de Brown. El IPLO y IPLOBB fueron disueltas por la fuerza por la IRA Provisional en noviembre de 1992.
El hijo de Brown, Emmet McDonough Brown, fue elegido como miembro del Partido de la Alianza de Irlanda del Norte al Distrito de Belfast en las elecciones locales de Irlanda del Norte de 2014.